# Sulo Kolkka
Sulo Kolkka (dates de naissance et de décès parfois reportées 20 décembre 1904 - 21 août 1988) serait un tireur d'élite finlandais pendant la Seconde Guerre mondiale durant laquelle il aurait tué plus de 400 ennemis.

## Les exploits de Sulo Kolkka selon la légende
Selon certains récits, Kolkka serait né à Säkkijärvi, en Carélie du Sud et serait mort à Kangasala. On attribue souvent à Kolkka la mort de plus de 400 soldats et officiers de l'armée rouge pendant les 105 jours de la guerre d'Hiver. Il serait donc le second tireur d'élite de l'armée finlandaise de la Seconde guerre mondiale, après Simo Häyhä.

## Conjectures quant à la naissance de la légende
Son nom n'est pas mentionné dans les archives des Forces de défense finlandaises, ni dans les journaux et magazines de cette époque. Son nom est difficile à trouver même dans la littérature de guerre après 1945, et il n'existe aucune photographie de lui.
Lorsqu'on le compare au véritable tireur d'élite Häyhä, dont le nom est extrêmement présent à des fins de propagande, il est raisonnable de penser qu'il n'y a pas eu de tireur d'élite nommé Sulo Kolkka.
De plus, les descriptions des actes de Häyhä et de Kolkka sont très ressemblantes. 
Enfin, il y a eu un correspondant de guerre bien connu, nommé Sulo « Simeoni » Kolkka qui rapportait les actions de Simo Häyhä à d'autres journalistes finlandais et étrangers. Il a été supposé qu'un journaliste étranger ait pu mélanger les noms du tireur d'élite et du journaliste, créant ainsi une légende sans aucun lien avec la réalité.

## Sources
- Suomalainen reservin upseeri (matrikkeli)
- Doug Bowser: Rifles of the White Death - A Collector's Guide to Finnish Military Rifles 1918–1944
- Gunwriters